# Т-39
Т-39 — неосуществлённый проект советского тяжёлого многобашенного танка прорыва межвоенного периода.

## История создания
Разрабатывался в ОКМО Опытного завода Спецмаштреста им. С. М. Кирова под руководством Н. В. Барыкова начиная с 1933 года на основе опыта проектирования тяжёлых танков ТГ-6, ТГ-11, Т-42 и танком массой 65-70 т итальянской фирмы «Ансальдо». Ведущий инженер — П. Н. Сячинтов. Всего было разработано восемь вариантов. Варианты танка отличались друг от друга схемой компоновки и установленным вооружением. Два из них (7-й и 8-й варианты) признали удачными и изготовили деревянные макеты в масштабе 1:10. Последние вместе с пояснительной запиской были отправлены на утверждение наркому обороны Ворошилову. Разработка прекращена с введением в строй танка Т-35, способного решать те же задачи, что и Т-39. На данный момент известно о трёх проектах Т-39.

## Характеристики
Точные данные о броневой защите неизвестны, но известно что она состояла из листов толщиной 15, 20, 25, 50, 75 и 90 мм. В состав вооружения танка могли входить пушки калибра 45, 76,2, 107 и 152,4 мм в четырёх-шести башнях (седьмой проект: 152,4-мм гаубица, две 107-мм пушки, две 45-мм пушки; восьмой проект: 152,4-мм гаубица, три 45-мм пушки). Вспомогательное вооружение было представлено 2 — 4 пулемётами ({{7-й проект: 4 × ДТ}}, {{8-й проект: 2 × ДТ}}, в восьмом проекте дополнительно устанавливался огнемёт). Экипаж должен был состоять из двенадцати человек. На танке устанавливался отечественный поршневой двигатель М-34Ф (по проекту с ним танк должен был развивать скорость 24 км/ч) или двигатель «Испано-Сюиза 18»(с ним танк должен был развивать скорость 33 км/ч).